# Дольницький Олег Володимирович
Оле́г Володи́мирович Дольни́цький (5 червня 1926, Бучач — 15 лютого 2013, Київ) — український науковець, ортопед-травматолог, мікрохірург. Педагог, засновник київської школи дитячих мікрохірургів. Доктор медичних наук (1968), професор (1977), лауреат Державної премії України в галузі науки і техніки (1996).

## Життєпис
Народився 5 червня 1926 в м. Бучачі нині Тернопільська область, Україна (тоді Бучацький повіт ЗУНР, окупованої Польщею) в родині сільських учителів, дитинство пройшло в с. Зозулинці, Заліщицький район, Тернопільська область.
З 19 травня 1944 — в лавах Червоної Армії, служив у Пензенській області, Росія, демобілізований в грудні 1946.
Влітку 1947 року вступив до Чернівецького державного медичного інституту.
У 1950 році виконав першу наукову працю «Порівняльна оцінка сучасних способів обробки рук хірурга до операції», робота посіла 2 місце на конференції студентів Західної України.
У 1952 році закінчив медінститут і за розподілом направлений в 3-х річну клінічну ординатуру в Київський НДІ ортопедії і травматології [Архівовано 4 квітня 2013 у Wayback Machine.]. Влітку 1955 року зарахований до штату Київського НДІ ортопедії і травматології. [Архівовано 4 квітня 2013 у Wayback Machine.]
24 січня 1957 одружився з Тетяною Антонівною Гронтковською, дочкою Антона Діонісієвича Гронтковського. 
З 1958 року працював асистентом кафедри дитячої хірургії та ортопедії Київського медичного інституту ім. О. О. Богомольця (завідувач кафедри професор Андрій Романович Шуринок).
Грудень 1959 — захист кандидатської дисертації «Закриті переломи трубчастих кісток кисті» (науковий керівник заступник директора інституту доцент Валер'ян Петрович Захаржевський, офіційні опоненти професор О. Г. Єлецький [Архівовано 27 липня 2013 у Wayback Machine.] і доцент М. В. Новіков).
У 1965 році присвоєно звання доцента. У цьому ж році організував і очолив відділення дитячої ортопедії-травматології при 14 Дитячої спеціалізованої лікарні Києва — «Охматдит».
У 1967 році захистив докторську дисертацію «Післяопікові деформації у дітей та їх хірургічне лікування». Наукові консультанти: професор А. Р. Шуринок (дитячий хірург), Микола Зайко (патофізіолог) і М. М. Петрунь [Архівовано 5 березня 2016 у Wayback Machine.] (біохімік). Офіційні опоненти: І. М. Іщенко, член-кор. АН України, зав. кафедрою факультетської хірургії КМІ, заслужений діяч науки, генерал-майор медичної служби; С.Я.Долецький, член-кор. АМН СРСР, зав. кафедрою дитячої хірургії Центрального інституту удосконалення лікарів (м. Москва) і А. Х. Озеров [Архівовано 27 липня 2013 у Wayback Machine.], зав. кафедрою ортопедії і травматології Київського медичного інституту. Захист проходив під головуванням професора Василя Братуся.
Заступник голови Міжвідомчої комісії з профілактики дитячого травматизму при Київському міськвиконкомі, член правління Республіканського товариства ортопедів-травматологів України, головний дитячий ортопед-травматолог міста Києва (1964—1971). Виступав із доповідями на 2-му Всесоюзному з'їзді ортопедів-травматологів (1969), на 5 і 6 з'їздах ортопедів-травматологів України (1966, 1971).
11 березня 1976 року вчена рада Київського медичного інституту обрала на посаду професора кафедри хірургії та ортопедії дитячого віку (до 2012).
У 1976—1978 рр. — заступник декана педіатричного факультету Київського медичного інституту.
Помер у Києві. Похований на Лісовому кладовищі в Києві.

## Наукова і педагогічна діяльність
16 вересня 1977 року в Києві виконана перша в Україні, а також у світі мікрохірургічна операція на пошкодженому при пологах плечовому сплетенні у 9-місячного немовляти (на той момент таких пацієнтів лікували лише консервативно, а проблема вважалася неврологічною). Цитата: Kauko A. Solonen et al. (Finland). In: Surgery of the brachial plexus. Acta Orthop Scand 55, 436—440, 1984.
1983 рік — на 9-му з'їзді ортопедів-травматологів України вперше в країнах СРСР зачитано доповідь на тему «Проблеми родового паралічу руки у дітей».
1985 рік — з ініціативи та під керівництвом Дольницького О. В. вперше в країнах СРСР відкрито відділення дитячої мікрохірургії (на базі «Охматдит»).
1987 рік — відділення реорганізовано в Центр дитячої мікрохірургії України [Архівовано 14 серпня 2013 у Wayback Machine.] (наказ МОЗ України № 10 від 07.01.1987).
Основні напрями наукових розробок О. В. Дольницького: Мікрохірургія дитячого віку, реконструктивна хірургія вроджених вад розвитку грудної клітини у дітей, хірургія кисті у дітей, пластична і реконструктивна хірургія опорно-рухової системи при травмах та їх наслідки.

### Доробок
Автор 135 наукових робіт, 6 монографій, 8 винаходів. Опублікував книги:
- «Послеожоговые деформации у детей и их хирургическое лечение»(рос.) О. В. Дольницкий. — К. : 1971. — 139 с. — (Б-ка практ. врача)
- «Травматические деформации кисти у детей»(рос.) О. В. Дольницкий, Н. Ф. Дрюк. — К. : 1977. — 135 с. (Б-ка практ. врача)
- «Врожденные деформации грудной клетки у детей»(рос.) О. В. Дольницкий, Л. Н. Дирдовская. — К. : 1978. — 117 с. — (Б-ка практ. врача)
- «Атлас хирургической патологии у детей»(рос.) Н. Б. Ситковский, М. М. Басс, О. В. Дольницкий. — К. : Здоров'я, 1981. — 87 с.: ил. УДК 617:617-053.2(084.4)
- «Лечение родового паралича верхних конечностей»(рос.) О. В. Дольницкий. — К. : 1985. — 127 с.
- «Атлас микрохирургических операций на периферических нервах»(рос.) О. В.ДОЛЬНИЦКИЙ, Ю. О.ДОЛЬНИЦКИЙ. — К. : Вища школа, 1991. — 182 с.: ил. — Библиогр.: с. 181—182. — 1600 экз. — ISBN 5-11-001296-2
- «Детская травматология». О. В. Дольницький і співавт., К. : Книга Плюс, 2006. 726 с. ISBN: 966-7619-66-4
- «А. Р. Шурінок — видатний дитячий хірург»(рос.) О. В. Дольницький, К. : Книга Плюс, 2007
- «Природжені вади розвитку» (2009)
- «Історія кафедри дитячої хірургії» (2008).

### Відзнаки
- 1982 рік — Срібна медаль ВДНГ СРСР за розробку мікрохірургічного методу відновлення функції руки при родовому паралічі у немовлят
- 1996 рік — Державна премія України в галузі науки і техніки «За розробку та впровадження нових методів діагностики і лікування пошкоджень периферичної нервової системи, організацію хірургічної допомоги в Україні». [Архівовано 7 травня 2021 у Wayback Machine.]

### Педагогічна діяльність
Науковий консультант 2-х докторських та керівник 8-и кандидатських дисертацій.